# 蔺相如府
蔺相如府，是2014年根据文献记载复原的景观，地理位置于中国河北省邯郸市一条历史文化街区串城街。建于2013年，2015年前完工。这个建筑是为了纪念邯郸名相蔺相如而建。内有蔺相如画像，墙壁有壁画负荆请罪、完璧归赵、小巷回车、秦王击缶等壁画。

蔺相如府是历史文化街区的一部分，除此之外还有秦始皇诞生地纪念馆、荀子诞生地纪念馆、邯山书院等建筑。